# Michel Delaborde

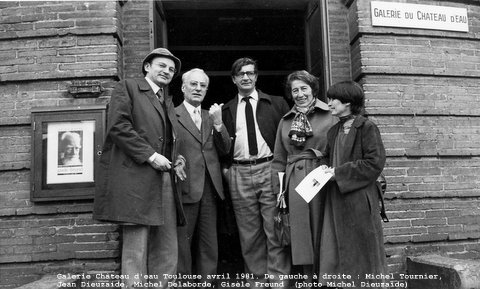
Galerie municipale du Château d'eau, Toulouse, 1981. De gauche à droite : Michel Tournier, Jean Dieuzaide, Michel Delaborde, Gisèle Freund, Chantal Dieuzaide.

Michel Delaborde (né le 24 janvier 1935 à Dijon et mort le 9 janvier 2009 à Paris 15e) est un photographe français.

## Biographie
Michel Delaborde découvre très tôt, sous l'influence de son père, la photographie.
Après avoir obtenu une licence en droit à Dijon en 1956 et le diplôme de l'Institut d'études politiques de Paris en 1958[réf. nécessaire], Michel Delaborde entre en 1959 au journal France-Soir[réf. nécessaire], première expérience dans le domaine de la presse, qui lui sera utile lorsqu'il dirigera le service de presse de Simone Veil, ministre de la Santé pendant trois ans en 1975. Il rejoint Jean-Philippe Lecat comme chargé de mission au ministre de la Culture et de la Communication[réf. nécessaire] en 1978, et y fait revivre la revue Culture et Communication du ministère de la Culture, dont il est le rédacteur en chef[réf. nécessaire]. Dans chaque numéro, il rencontre, interroge et cite des personnalités qui comptaient et comptent encore dans le monde de la culture, du théâtre, du cinéma, de la création littéraire, artistique et scientifique. Il réalise de chacune de ces personnalités un portrait en noir et blanc. Ainsi se succéderont dans les numéros de la revue : Peter Brook, Michel Bouquet, Yehudi Menuhin, Roland Barthes, Eugène Ionesco, Michel Tournier, Brassaï, Jacques Henri Lartigue, Pierre Soulages, Zao Wou-Ki, Maurice Béjart, Raymond Devos, Pierre Boulez, Yves Coppens...
Parallèlement, Michel Delaborde voyage en Chine, en Égypte, aux États-Unis, en Grèce, en Italie, au Maroc et en France particulièrement en Bourgogne et dans le Jura. Il en rapporte des photographies qui font ensuite l'objet de nombreuses expositions, parmi lesquelles  on peut citer : « Chine mémoire », aux Rencontres internationales de la photographie d'Arles en 1987, « Le réel imaginaire à partir de Roger Caillois », en 1991 à la Maison de l'Amérique latine à Paris, « Marrakech, Essaouira » à la galerie Picto-Bastille, en 1991.
À l'occasion de cette dernière exposition, un livre de photographies, préfacé par Jacques Lacarrière, est publié  sous le titre « Le temps d'une ville, Essaouira » par les éditions Eddif, récompensé par le prix Grand Atlas en 1993.

## À propos du travail de Michel Delaborde
Au fil du temps, l'œuvre de Michel Delaborde a suscité des commentaires :
« Parce qu'elles sont silencieuses, les photographies de Michel Delaborde incitent au commentaire. Parce qu'elles sont paisibles, elles révèlent le combat incessant de notre mémoire contre le néant. Parce qu'elles sont belles, elles nous font rêver. Et voyager sans bouger. Et connaître sans apprendre. » — Agnès Varda, à propos de Voyage imaginaire. 
Frédéric Rossif écrit : « L'objectif de Michel Delaborde fixe l'immensité de l'instant, un mur, une fleur, un minéral…Image habillée de songe qui capte une racine sur l'eau et la splendeur de la pyramide ».
Pour Gisèle Freund, « Le langage photographique de Michel Delaborde exprime une recherche nouvelle qui trahit avant tout son sens poétique… Pour lui, l'appareil est un accessoire de la mémoire et un instrument de connaissance… Il choisit deux, quatre, six ou huit photographies qu'il juxtapose. Par la réunion d'images isolées une métamorphose s'accomplit. Les images changent de sens. Une nouvelle image est créée. Elle devient symbole et rêve à la fois ».
Dans le catalogue de l'exposition Chine mémoire à Milan, Michel Delaborde s'est lui-même exprimé à propos de son travail : « ... j’ai construit une suite d’images comme peut le faire un musicien pour composer une symphonie à partir de la mélodie et de l’harmonie. Seule a compté l’exigence de rendre de la manière la plus forte, la plus sensible et la mieux adaptée l’impression ressentie. C’est une image simple qui l’exprime, mais parfois les images se groupent, se cristallisent et c’est par un montage que je dois rendre compte de la réalité et du souvenir ».

## Expositions
- 1976 : Rêve réel, Photogalerie, Paris
- 1977 : Four French photographers, Focus Gallery, San Francisco
- 1979 : Rêve mémoire, FNAC Montparnasse, Paris.
- 1981 : Retour aux sources, Galerie municipale du Château d'eau, Toulouse.
- 1983 : Chine mémoire, Salon International de la Photographie, Milan.
- 1983 : Méditerranéennes, Institut Français d'Athènes.
- 1983 : Ouverture pour une FNAC, Dijon.
- 1984 : Voyage imaginaire, Musée Renan Scheffer (Musée de la vie romantique), Paris.
- 1985 : Décembre grec, Institut français d’Athènes.
- 1985 : Retour aux sources, Musée Nicéphore-Niépce, Chalon-sur-Saône.
- 1986 : Aller-retour New York, Macy’s New York / Galeries Lafayette, Paris.
- 1986 : Dijon vu par Michel Delaborde, Palais des ducs de Bourgogne, Dijon.
- 1987 : Voyage pour les nomades du rêve, FNAC Étoile, Paris.
- 1987 : Chine, Rencontres internationales de la photographie, Arles.
- 1990 : Voyage d'hiver, Institut français de Naples.
- 1990 : La ville de Montpellier, Espace photo Angle Corum, Montpellier.
- 1991 : Marrakech, Essaouira, Galerie Picto. Paris. Centre Culturel Français, Marrakech.
- 1991 : Le réel imaginaire à partir de Roger Caillois, Maison de l'Amérique latine, Paris.
- 2003 : Chine mémoire, Maison nationale des artistes, Nogent-sur-Marne.
- 2004 : Voyage d’hiver, Maison nationale des artistes, Nogent-sur-Marne.
- 2004 : Chine mémoire, Pour l'Année de la Chine, Argenteuil.
- 2012 : Chouf la mer, regarde la mer (collectif), Alliance française, Essaouira, Maroc.

## Collections
Un certain nombre des photographies de Michel Delaborde sont conservées dans les collections du cabinet des estampes et de la photographie de la bibliothèque nationale de France
Les archives de Michel Delaborde ont été données par sa famille à l'État français, elles sont conservées à la Médiathèque de l’architecture et du patrimoine (https://mediatheque-patrimoine.culture.gouv.fr/). Elles sont constituées de correspondances, factures et recettes, dossiers d’expositions et d’édition, ainsi que sa bibliothèque, mais aussi environ 2000 tirages (Portraits réalisés pour le magazine Culture et Communication du ministère de la Culture, ainsi que des photos de voyages et de paysages prises entre 1956 et 2009 dont des tirages d'exposition), et environ 100 000 négatifs.
Une partie de ses tirages ont été numérisés et mis en ligne sur la plateforme ouverte du patrimoine

## Publications
- 1985 : Retour aux sources, catalogue d'exposition, Musée Nicéphore-Niépce, Chalon-sur-Saône
- 1991 : Le temps d'une ville, Essaouira, éditions Eddif, Paris
- 1991 : Le réel imaginaire : à partir de Roger Caillois, catalogue d'exposition, Maison de l'Amérique latine, Paris.
- 2003 : Chine mémoire, catalogue d'exposition, Milan

## Galerie: Quelques photographies de Michel Delaborde

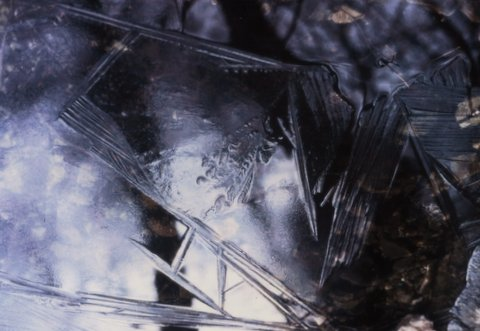
« Le réel imaginaire à partir de Roger Caillois »
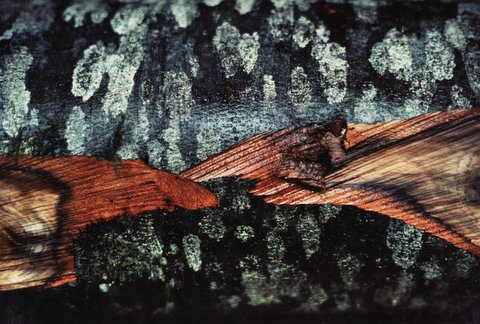
« Le réel imaginaire à partir de Roger Caillois »
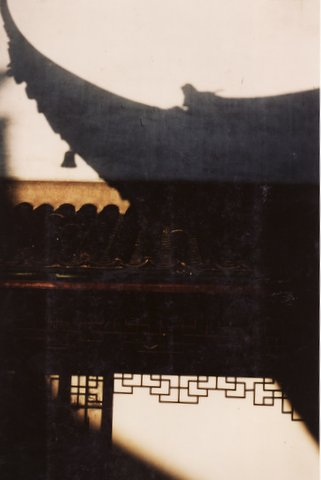
Chine mémoire, Arles 1983.
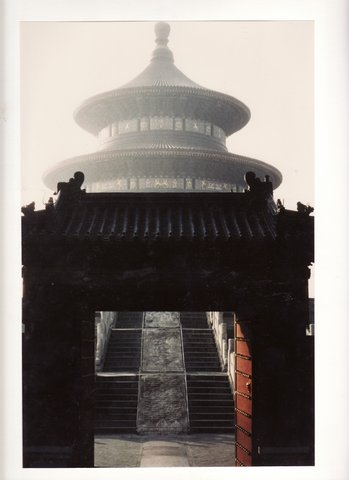
Chine mémoire, Arles 1983.